# 리히텐슈타인 후자 막시밀리안
리히텐슈타인 후자 막시밀리안(Prince Maximilian of Liechtenstein, Count of Rietberg, 1969년 5월 16일 ~ )은 리히텐슈타인의 후자이자 사업가이다. 리히텐슈타인의 후작 한스아담 2세와 브히니츠와 테타우 백작부인 마리 킨스키의 3남 1녀 중 차남이다.